# Des canyons aux étoiles...

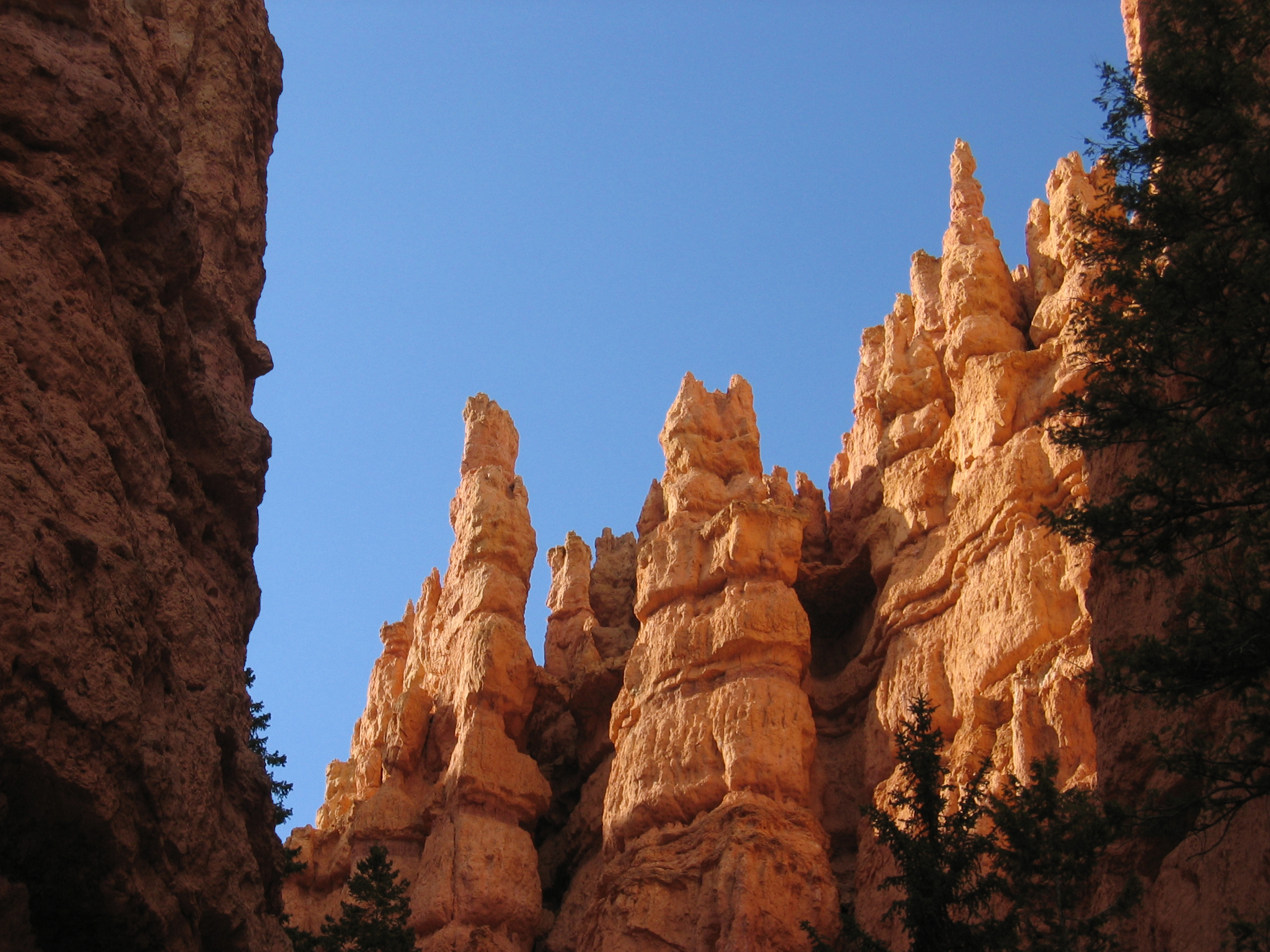
Brice canyon.

Des canyons aux étoiles... (Dai canyon alle stelle...) è un'ampia composizione orchestrale in dodici movimenti scritta dal compositore francese Olivier Messiaen. L'opera venne commissionata nel 1971 all'autore dalla filantropa americana Alice Tully per celebrare il bicentenario della  dichiarazione di indipendenza degli Stati Uniti d'America. Messiaen decise allora di partire per gli Stati Uniti nella primavera del 1972 per visitare il Bryce Canyon nello Utah, dove annotò i colori del luogo e, come d'abitudine, il canto degli uccelli.
Il risultato fu un brano per orchestra e quattro solisti (corno, pianoforte, glockenspiel e xilorimba) in dodici movimenti la cui prima ebbe luogo a New York il 20 novembre 1974.

## Strumentazione
Il lavoro è scritto per quattro solisti (corno, pianoforte, glockenspiel e xilorimba) e per grande orchestra.
La sezione degli archi prevede sei violini, tre viole, tre violoncelli e un contrabbasso a cinque corde. I fiati prevedono un ottavino, due flauti, un flauto contralto, due oboi, un corno inglese, due fagotti, un controfagotto, due clarinetti, un clarinetto piccolo, un clarinetto basso, due corni, tre trombe (di cui una in Re), un trombone e un trombone basso. Infine è previsto anche un ampio ensemble di percussione in cui figurano (oltre ai due solisti) campane tubolari, triangolo, crotali, frusta, 2 maracas, reco reco, chimes di vetro, chimes di conchiglie, chimes di bambù, 6 wood-block, legnetti, tamburello basco, 3 piatti sospesi, 4 gong, tumba, grancassa, 2 tam-tam, macchina per tuoni, geofono ed eolofono.

## Prime esecuzioni
La prima esecuzione mondiale avvenne il 20 novembre 1974 nella Alice Tully Hall del Lincoln Center di New York. Frédéric Waldman diresse la Musica Aeterna Orchestra con solisti Yvonne Loriod (pianoforte) e Sharon Moe (corno). La prima esecuzione europea fu il 29 ottobre 1975 in occasione del Festival d'Automne al Théâtre de la Ville di Parigi con Marius Constant a dirigere l'Ensemble Ars Nova e solisti Yvonne Loriod (pianoforte) e Georges Barboteu (corno).

## Struttura
Messiaen specificò che il brano si articolava in tre sezioni: la prima formata dai movimenti dal primo al quinto, la seconda dal sesto e settimo movimento e la terza dall'ottavo al dodicesimo. I movimenti si suddividono come segue:
I sezione:

1. Le désert ("Il desert")

2. Les orioles

3. Ce qui est écrit sur les étoiles ("Ciò che è scritto nelle stelle")

4. Le cossyphe d'Heuglin

5. Cedar Breaks et le don de crainte ("Il parco nazionale di Cedar Breaks e il dono del timore")

II sezione:

6. Appel interstellaire ("Chiamata interstellare")

7. Bryce Canyon et les rochers rouge-orange ("Bryce Canyon e le rocce rosso-arancio")

III sezione:

8. Les ressucités et le chant de l'étoile Aldebaran ("I risuscitati e il canto della stella di Aldebaran")

9. Le moqueur polyglotte

10. La grive des bois

11. Omao, leiothrix, elepaio, shama

12. Zion Park et la cité céleste ("Il Parco nazionale di Zion e la città celeste")

## Appel Interstellaire
Appel Interstellaire (letteralmente chiamata interstellare) fu il primo movimento di Des canyons aux étoiles... ad essere scritto.
In realtà si tratta di un brano per corno solo scritto in pochi giorni e terminato il 20 marzo 1971 in memoria del compositore e allievo di Messiaen Jean-Pierre Guézec, morto a trentasei anni, e solo successivamente fu inserito come sesto movimento di Des canyons aux étoiles... La prima esecuzione come pezzo separato avvenne il 6 aprile 1971 al Festival de Royan con al corno solo Daniel Bourgue.